# Zlatokorunský dům
Zlatokorunský dům je městský dům v českokrumlovském Vnitřním Městě na náměstí Svornosti čp. 12, jenž je od 3. května 1958 kulturní památkou. V objektu se nachází hotel OLDINN.

## Historie
Starší bádání jmenovala listinu kláštera ve Zlaté Koruně z roku 1306 jako první písemnou zmínku o objektu. Nové výzkumy tuto teorii vyvrátily; podle nich patřil klášteru dům čp. 1. Dům čp. 12 je přímo zmiňován až roku 1424, kdy byl v majetku barvíře Šimona. Gotickou koncepci domu se středověkým jádrem inicioval roku 1484 rožmberský kancléř Václav z Rovného. V roce 1526 se dům stal vlastnictvím Silvestra Pergara. V letech 1599–1658 přešel majetku rodiny českokrumlovského primátora Kiliána Hölderle von Schattenberg. Roku 1613 byl renesančně přestavěn a fasády byly vyzdobeny sgrafity, které byly roku 1790 upraveny. Dalšími významnými majiteli byli eggenberský mincmistr Filip Ignác Häckel či schwarzenberský dvorní kuchař Valentin Neumann, jehož syn se později stal vyšebrodským opatem. V roce 1835 došlo k zazdění podloubí o třech arkádových obloucích a roku 1879 byla stavba zvýšena o další podlaží. V té době byla v užívání okresního hejtmanství. Dále se v domě vystřídala prádelna, řeznictví i městské muzeum. V letech 2001–2002 prošel památkově chráněný objekt rekonstrukcí. Sousední dům s čp. 13 byl na počátku 20. století nahrazen novostavbou. Oba vzájemně propojené domy tvoří hotelový komplex.

## Popis
Svou svéráznou hmotou určuje konceptuální charakter zástavby západní strany náměstí Svornosti a jeho boční průčelí definuje charakter ulice Kájovské. Z gotické stavby se dochovaly sklepy, vstupní portál s lomeným obloukem, síťové klenby v místnostech přízemí a žebrová klenba v bývalé domovní kapli. V patře se zachoval renesanční trámový záklopový strop. Hlavní průčelí odpovídá barokně klasicistnímu stylu sklonku 18. století a zdobí jej po stranách umístěné vázy a vprostřed posazená busta opata Neumanna, působícího ve vyšebrodském klášteře.